# Sant Jaume d’Enveja
Sant Jaume d’Enveja település Spanyolországban, Tarragona tartományban. Sant Jaume d’Enveja Deltebre és Amposta községekkel határos. Lakosainak száma 3667 fő (2024).

## Népesség
A település népessége az elmúlt években az alábbi módon változott:
| Lakosok száma | 3370 | 3304 | 3355 | 3434 | 3538 | 3566 | 3516 | 3481 | 3552 | 3667 |
|               | 1981 | 2001 | 2005 | 2007 | 2010 | 2013 | 2016 | 2018 | 2021 | 2024 |